# Бульвар Рокоссовского (станция МЦК)
Бульва́р Рокоссо́вского — остановочный пункт Малого кольца Московской железной дороги, обслуживающий маршрут городского электропоезда — Московское центральное кольцо. В рамках транспортной системы Московского центрального кольца обозначается как «станция», хотя фактически не является железнодорожной станцией ввиду отсутствия путевого развития.
Открыт 10 сентября 2016 года вместе с открытием пассажирского движения электропоездов МЦК. Платформа оборудована турникетами.

## Расположение и пересадки
Располагается на перегоне Белокаменная — Черкизово между пассажирскими остановочными пунктами Белокаменная и Локомотив, расположенными в границах этих станций. Находится на границе районов Богородское и Метрогородок Восточного административного округа. Выходы со станции — к 6-му и 7-му проездам Подбельского, Ивантеевской улице и Открытому шоссе.
В незначительной удалённости от остановочного пункта МЦК расположена одноимённая станция метро Сокольнической линии (ранее называвшаяся «Улица Подбельского»), на которую возможна непрямая уличная пересадка. Пассажиры метрополитена и МЦК могут пересаживаться между линиями с осуществлением билетного контроля, но без дополнительного списывания поездки в течение 90 минут с момента первого прохода, если пассажир сохранил и при пересадке приложил билет, использованный им ранее для входа.

## Планы развития
Платформа Бульвар Рокоссовского станет частью нового транспортно-пересадочного узла (проектные названия — ТПУ «Открытое шоссе», ТПУ «Открытая»). В его состав войдёт и расположенная в 300 метрах станция метро «Бульвар Рокоссовского», которую предполагается соединить со станцией МЦК переходом в тёплом контуре. Также в состав ТПУ войдут остановки наземного общественного транспорта. Согласно проекту, пассажиропоток ТПУ в утренний час пик составит 39,1 тыс. человек. Ожидается, что ввод ТПУ в эксплуатацию увеличит посещаемость близлежащих торговых центров и приведёт к удорожанию аренды в них.

## Пассажиропоток
Из 31 станции МЦК Бульвар Рокоссовского занимает 17-е место по популярности. В 2017 году средний пассажиропоток по входу и выходу составил 15 тыс. чел. в день и 467 тыс. чел. в месяц.

## Наземный общественный транспорт
На этой станции можно пересесть на следующие маршруты городского пассажирского транспорта:
- Автобусы: 3, 265, 311, 327, 680, 682
- Трамваи: 4, 7, 13, 36, 46

## Галерея
| - Входной вестибюль - Выход на платформу - Лестница к платформе |